# Паславська Алла Йосипівна
Алла Йосипівна Паславська (нар. 1963) — відома учена в галузі перекладознавства і германістики. Доктор філологічних наук, професор. Академік АН вищої школи України з 2015 року за науковим відділенням філології, мистецтвознавства та масової комунікації.

## Біографія
Народилася 18 вересня 1963 року в місті Тернопіль. Закічила Львівський державний університет (1985 рік, спеціальність "Германські мови та література). Навчалась в аспірантурі та докторантурі. Тема кандидатської дисертації — "Експліцитне та імпліцитне заперечення в сучасній німецькій мові (1990 р.), докторської — «Заперечення та сфери його дії: семантика, синтактика, прагматика, просодика». Основне місце роботи: Львівський національний університет імені Івана Франка; обіймані посади: асистент, доцент, професор кафедри німецької філології; професор, завідувач кафедри міжкультурної комунікації та перекладу. Кандидат (1990), доктор (2007) філологічних наук.
Здійснила аналіз заперечення як мовної універсалії у германських, романських та слов'янських мовах; реконструювала перекладознавчу теорію Івана Франка та дослідила його німецькомовну літературну спадщину.
Розробила навчальний курс жанрових теорій перекладу, німецькомовної спадщини Івана Франка, лексикології німецької мови, зіставної фразеології німецької та української мов.
Президент Асоціації українських германістів, член міжнародної спілки викладачів німецької мови, член НТШ.
Заступник головного редактора збірника наук. праць «Іноземна філологія», голова спеціалізованої вченої ради К 35.051.06 ЛНУ ім. І. Франка, член спеціалізованої вченої ради К35.051.15 ЛНУ ім. І. Франка, організатор щорічних конференцій Асоціації українських германістів
Грамота Верховної ради (2018).